# Flandes való

Escut d'armes dels Comtats de Flandes

El Flandes való (neerlandès: Waals Vlaanderen, francès: Flandre wallonne) va ser una part semi-independent del Comtat de Flandes, compost pels burggraviats de Lilla, Douai i Orchies. De vegades s'anomena Lilla–Douai–Orchies.

## Història
El Flandes való va ser una part del Comtat de Flandes des de principis de l'edat mitjana, però va ser cedit al regne de França entre el 1304 i el 1369, en el marc del Tractat d'Athis-sur-Orge, el qual acabava amb la guerra francoflamenca (1297-1305). Així, en cert grau disposava de diferències institucionals amb relació a la resta del Comtat de Flandes, i en algunes relacions, fins i tot apareix com una de les Disset Províncies. A més, el Flandes való es va sumar a la Unió d'Arràs el 1579, mentre que el Comtat de Flandes es va afegir a la Unió d'Utrecht. El 1678, el Flandes való va ser annexionat a França, després del Tractat de Nimega.
Juntament amb el Westhoek, compon el Flandes francès, formant part actualment del Departement du Nord, corresponent vagament en els districtes de Lilla i Douai.